# Waberer’s

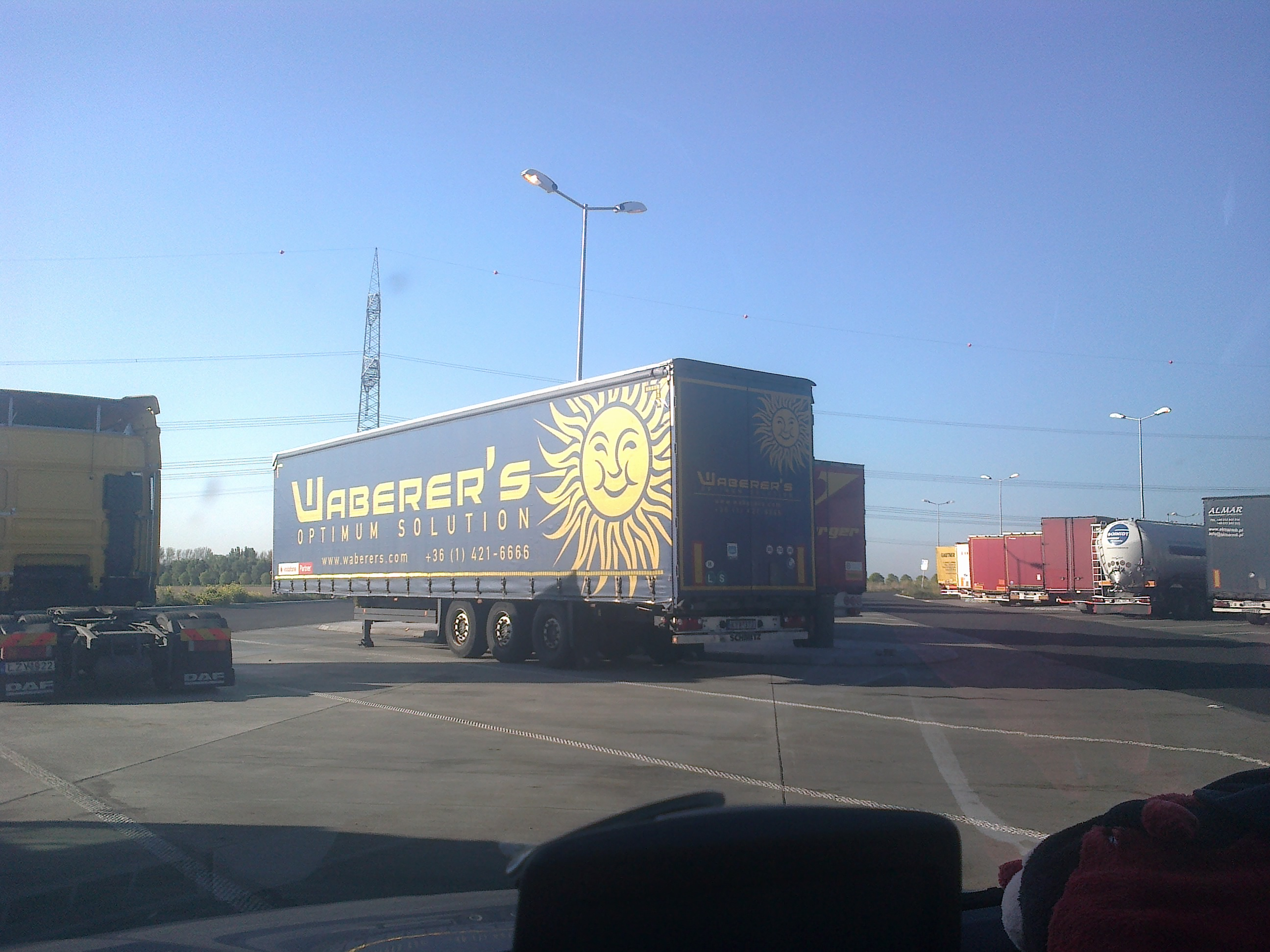
LKW-Auflieger mit Waberer's-Logo (2014)

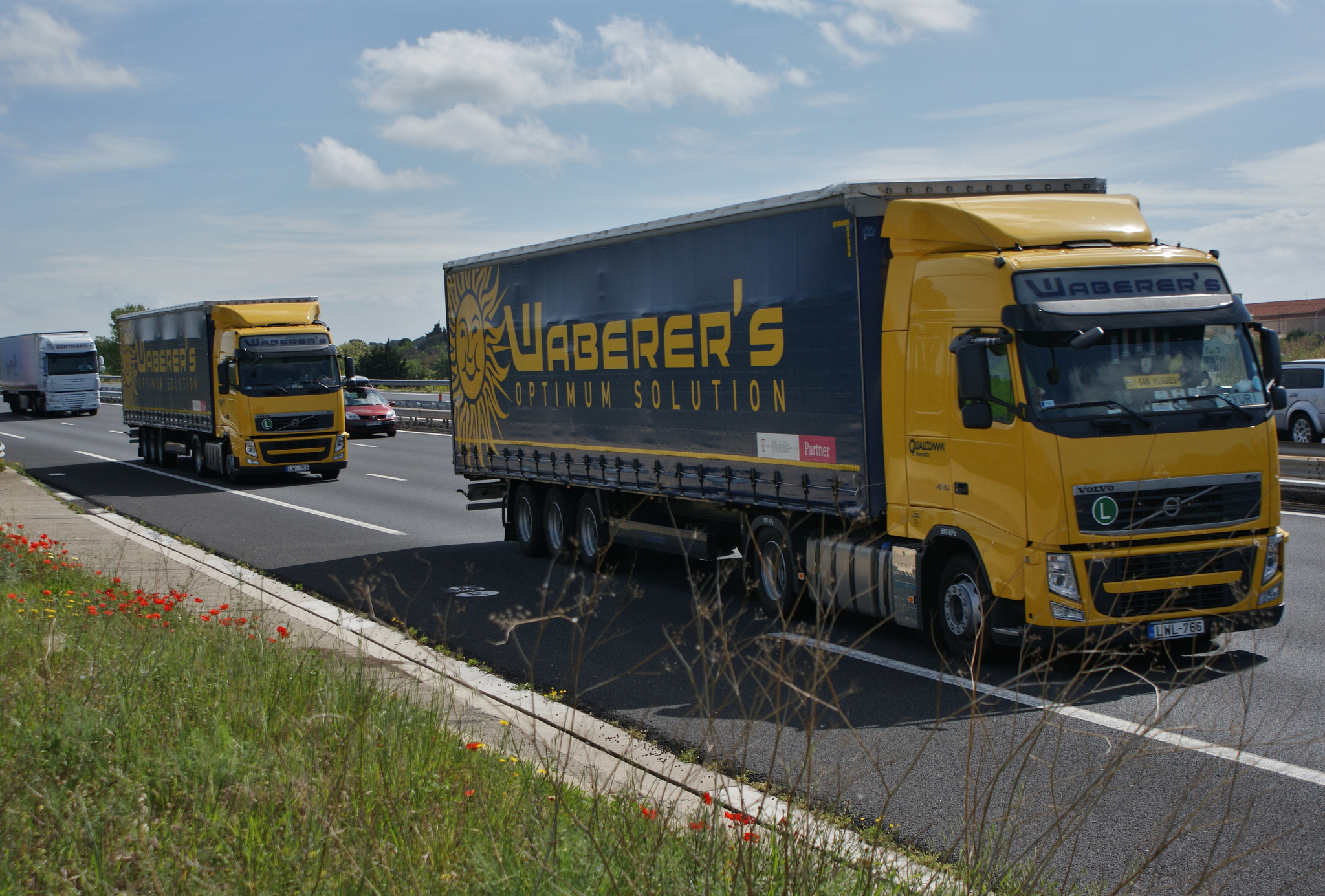
Waberer‘s-LKW auf der Autobahn (2012)

Waberer's ist ein ungarisches Transport- und Logistikunternehmen mit Sitz in Budapest, das europaweit tätig ist. Waberer's besitzt rund 2800 Lastkraftwagen und beschäftigt rund 6000 Angestellte. Neben der Straßenlogistik ist Waberer’s auch in der Schienenlogistik tätig und besitzt mit Waberer’s Rail den zweitgrößten Schienenlogistiker Ungarns. Daneben verfügt das Unternehmen über die Gránit-Versicherung, die Nichtlebensversicherungsprodukte anbietet.

## Geschichte
Im Jahr 1948 wird die Firma Volán Tefu Pte. Co. für den Straßengüterverkehr gegründet. Im Jahre 1966 wird Hungarocamion Pte. Co. Gegründet. Nach der Wende wird Volán Tefu Pte. Co. im Jahre 1994 privatisiert. 2002 erwirbt Volán Tefu Pte. Co. Hungarocamion Pte. Co. und gründet somit den größten Transport- und Logistikdienstleister in Ungarn und Südosteuropa. Ein Jahr später nimmt die Gruppe den Namen WABERER'S an. Wiederum ein Jahr später wird als Rechtsnachfolger von Volán Tefu Pte. Co. das Unternehmen Waberer‘s Holding Logistics Pte. Co. gegründet. 
2007 übernimmt Waberer's Holding Pte. Co. das Transportunternehmens Révész Eurotrans Ltd.  
2011 erwirbt der Investmentfonds Mid Europa Partners einen Anteil von 49,05 % an der Waberer‘s Holding Logistics Pte. Co. Nach der Übernahme der vier Konzernunternehmen (Waberer's International Pte. Co., Delta Sped Ltd., Interszervíz Ltd. und Inforatio Ltd.) durch die Waberer's Holding Pte. Co. wird die Gruppe in Waberer's International Zrt. umbenannt. Infolge der Geschäftstransformation hält Mid Europa Partners nun 56,77 % des Unternehmens.
Im Jahr 2013 erwirbt die Gruppe zu 60 % eine Beteiligung an Szemerey Transport Zrt. Mid Europa Partners erhöht seine Beteiligung an der Gesellschaft im Jahr 2016 auf 97,1 %. Die Gruppe erwirbt die Wáberer Hungária Biztosító Zrt. . Das Unternehmen wird 2017 an der Budapester Börse notiert.
Im Jahre 2024 unterzeichnete die Waberer's Gruppe einen Kaufvertrag über den Erwerb einer 62,5 % Beteiligung an der Gysev Cargo Zrt. Damit wird  die Tochtergesellschaft Waberer's Rail zum zweitgrößten Schienenlogistikdienstleister in Ungarn.
Mit der Übernahme von 51 Prozent an der Petrolsped Group, einem der führenden ungarischen Schienenlogistikdienstleister in Europa, die am 24. Februar 2024 abgeschlossen wurde, steigt die Waberer's Group in das Segment Spezialtransporte ein.
Im Jahre 2025 steigt Waberer’s in das Segment Personenbeförderung ein. Die Waberer's International Plc. hat am 26. Mai 2025 mit 51 Prozent die Mehrheit an der Pannon-Busz-Rent Kft. erworben. Auf Basis dieser Vereinbarung hat Waberer's eine Option auf den Erwerb der verbleibenden 49 Prozent an Pannon-Busz-Rent erworben, der im Jahr 2027 erfolgen könnte.

## Aktie
Der Börsengang fand am 6. Juli 2017 statt. Der Emissionspreis betrug 5.100 HUF (16,45 Euro). Der Nennwert beträgt 0,35 Euro pro Aktie. Insgesamt sind 17.693.734 Aktien Serie “A” ausgegeben. Das Unternehmen ist im ungarischen Aktienindex BUX vertreten.

## Aktionärsstruktur
| Aktionär                     | Anteil am Grundkapital |
| ---------------------------- | ---------------------- |
| Trevelin Holding Zrt.        | 30,99 %                |
| MHP Optimum Zrt.             | 21,00 %                |
| High Yield Vagyonkezelő Zrt. | 20,00 %                |
| Streubesitz                  | 26,80 %                |
| Staatsbesitz                 | 1,21 %                 |